# Walter Bader

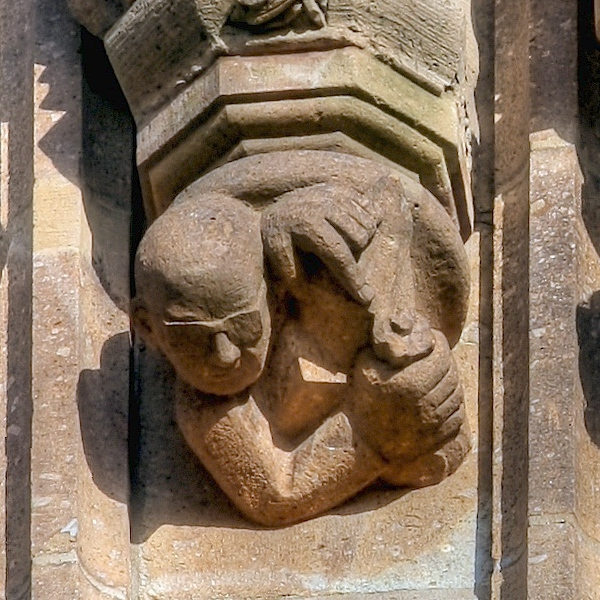
Walter Bader als Konsolenfigur am Kölner Rathausturm

Walter Bader (* 15. September 1901 in Rottenburg am Neckar; † 9. März 1986 in Xanten) war ein deutscher Archäologe und Denkmalschützer. Zuletzt war er ordentlicher Professor an der Rheinischen Friedrich-Wilhelms-Universität Bonn.

## Leben
Bader legte 1920 das Abitur ab und studierte im Anschluss Kunstgeschichte, Mittelalterliche Geschichte und Archäologie in Tübingen, München und Bonn. 1927 promovierte er in Bonn bei Paul Clemen. Auf dem Gebiet der Archäologie betätigte sich Bader zuerst im Provinzmuseum in Bonn (dem späteren Rheinischen Landesmuseum). Bereits 1928 kam er nach Xanten am Niederrhein und leitete in Teilen die Ausgrabungen unter der Xantener Stiftskirche St. Viktor. 1933 entdeckte er dort die Gebeine von zwei namentlich unbekannten, vermutlichen Märtyrern und Angehörigen der Thebäischen Legion aus dem 4. Jahrhundert. Die Ausgrabungsstätte wurde daraufhin zur Krypta ausgebaut und durch Clemens August Graf von Galen im Jahr 1936 geweiht. Die archäologischen Untersuchungen, die Bader im sogenannten Dom durchführte, waren in ihrer Methodik wegweisend für die moderne archäologische Grabungstechnik, da hier erstmals das Prinzip einer Schichtengrabung angewandt wurde.
In der Zeit des Nationalsozialismus wurde der 1932 in die SPD eingetretene Bader 1935 durch die Gestapo verhaftet und des Hochverrats bezichtigt. Der Vorwurf wurde jedoch nach acht Monaten Inhaftierung fallen gelassen.
1939 heiratete er die gebürtige Xantenerin Hildegard Scholten und verlegte seinen ständigen Wohnsitz nach Xanten, wo er ab 1944 mit dem Schutz der Denkmäler und Kunstschätze im Hinblick auf die vorrückenden alliierten Truppen beauftragt wurde. Mit nur einem Helfer begann Bader im Juli 1945 mit der Beseitigung der Trümmer des durch Fliegerbomben schwer beschädigten St.-Viktor-Doms. Der anschließende Wiederaufbau des Doms ist ohne Walter Bader nicht vorstellbar. So war zuerst geplant, den Dom nicht wieder zu errichten, sondern durch eine Kirche zu ersetzen. Erst Bader konnte den Xantener Bürgermeister und den Propst des Doms davon überzeugen, das Wahrzeichen der Stadt zu erhalten. Binnen 19 Jahren, in denen Bader zum Staatskonservator ernannt wurde und den Aufbau vieler weiterer Denkmäler betreute, wurde der Wiederaufbau als Lebenswerk Baders im Jahr 1966 vollendet.

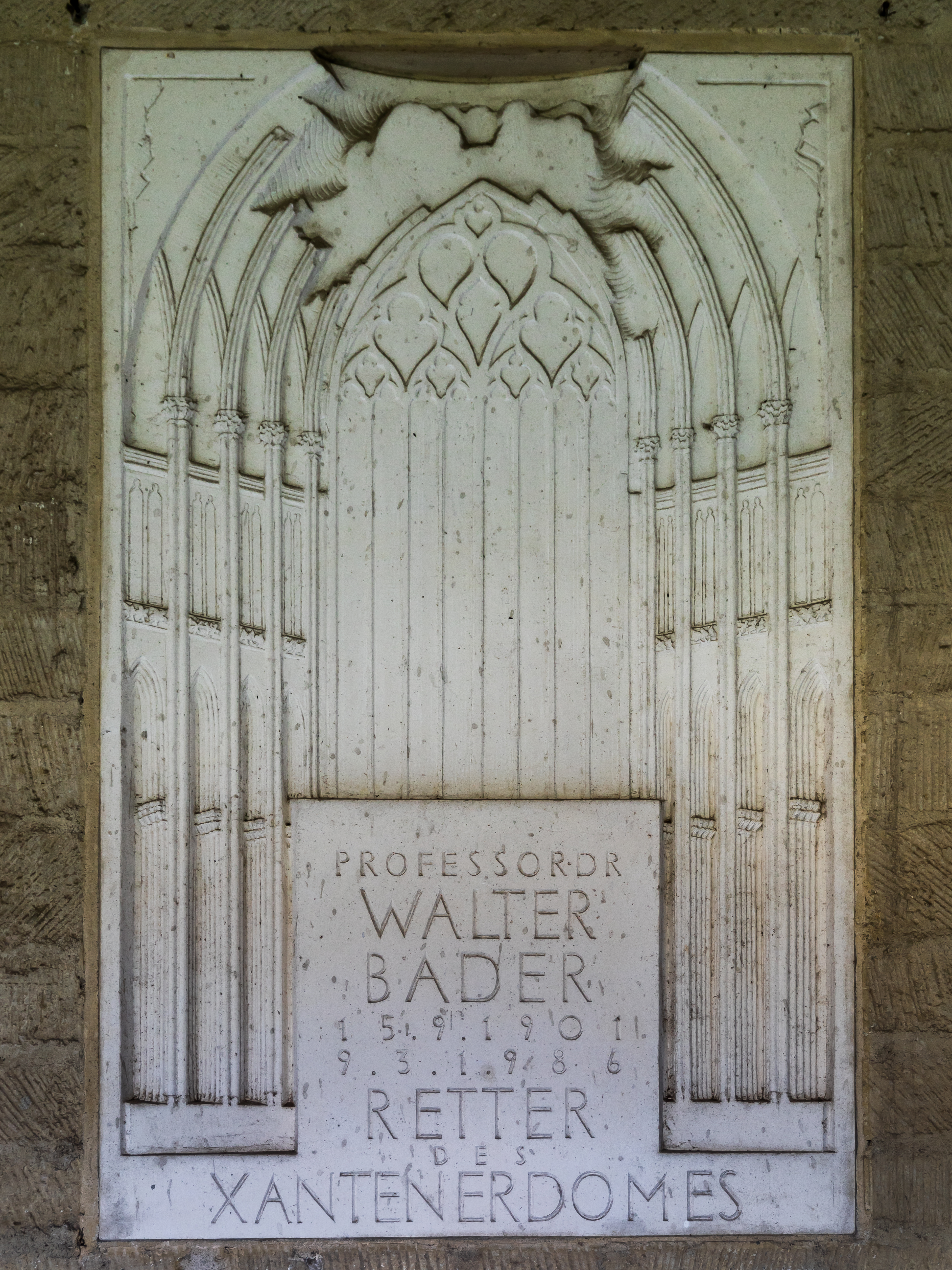
Gedenktafel für Walter Bader als „Retter des Xantener Domes“ im dortigen Kreuzgang

Nach dem Kriege wurde Bader im Sommer 1947 wieder als Direktorialassistent am Landesmuseum in Bonn unter Berufung in das Beamtenverhältnis
eingestellt und erhielt auch zum Sommersemester 1947 eine Honorarprofessur an der Rheinischen Friedrich-Wilhelms-Universität Bonn, aus der er, mittlerweile ins Kultusministerium des Landes Nordrhein-Westfalen berufen, unter Beibehaltung der Funktion als Staatskonservator für kirchliche und profane Denkmalpflege 1952 zum ordentlichen Professor dort ernannt wurde. 1969 wurde Bader emeritiert.
Bader war seit 1920 Mitglied der katholischen Studentenverbindung AV Guestfalia Tübingen im CV.

## Auszeichnungen
- 1964: Großes Goldenes Ehrenzeichen für Verdienste um die Republik Österreich[1]
- 1968: Großes Bundesverdienstkreuz des Verdienstordens der Bundesrepublik Deutschland
- 1977: Ehrenbürgerschaft der Stadt Xanten
- 1983: Paulus-Plakette des Bistums Münster
- 1984: Deutscher Preis für Denkmalschutz: Karl-Friedrich-Schinkel-Ring
- Nach seinem Tod wurde die Xantener Walter-Bader-Realschule nach ihm benannt.